# Zhabei

District Zhabei

Zhabei (Vereenvoudigd Chinees: 闸北区, Traditioneel Chinees: 閘北區, pinyin: Zháběi Qū) is een district in het centrum van Shanghai, in het noorden van Puxi. Het district heeft een oppervlakte van 29,26 km² en telde in 2003 810.211 inwoners.
Het district heeft inspanningen geleverd om zakenwijken en commerciële wijken binnen het gebied te ontwikkelen, met inbegrip van Shanghai Multimedia Valley, een zone met een hoge concentratie aan media- en IT-bedrijven. Onder meer Royal Philips Electronics en Shanghai Bell Alcatel Business Systems Co., Ltd zijn er gevestigd. Het district is ook de locatie van de universiteit van Shanghai.